# Aykut Kocaman
Aykut Kocaman (IPA: [ajkut kod͡ʒɑmɑn]) (Geyve, 5 aprile 1965) è un allenatore di calcio ed ex calciatore turco, di ruolo attaccante.

## Carriera
Fu capocannoniere del campionato turco nel 1989, nel 1992 e nel 1995.

## Palmarès

### Giocatore

#### Club
- Coppa di Turchia: 1

Sakaryaspor: 1987-1988
- Campionato turco: 2

Fenerbahçe: 1988-1989, 1995-1996
- Supercoppa di Turchia: 1

Fenerbahçe: 1990
- Coppa del Cancelliere: 2

Fenerbahçe: 1988-1989, 1992-1993
- Coppa TSYD: 2

Fenerbahçe: 1994-1995, 1995-1996
- Coppa Atatürk: 1

Fenerbahçe: 1998

#### Individuale
- Capocannoniere del campionato turco: 3

1988-1989 (29 gol), 1991-1992 (25 gol), 1994-1995 (27 gol)

### Allenatore
- Campionato turco: 1

Fenerbahçe: 2010-2011
- Coppa di Turchia: 3  (record condiviso con Fatih Terim, Ahmet Suat Özyazıcı e Gündüz Kılıç)

Fenerbahçe: 2011-2012, 2012-2013
Konyaspor: 2016-2017